# تاد رکیتا
تاد رکیتا (به انگلیسی: Todd Rokita) نمایندهٔ حوزه انتخابیه چهارم ایندیانا از حزب جمهوری‌خواه ایالات متحده آمریکا در مجلس نمایندگان ایالات متحده آمریکا است که برای نخستین‌بار در ۶۱ ژانویه ۲۰۱۱ میلادی به‌عضویت این مجلس درآمد.